# Zamarada eogenaria
Zamarada eogenaria är en fjärilsart som beskrevs av Pieter Cornelius Tobias Snellen 1883. Zamarada eogenaria ingår i släktet Zamarada och familjen mätare. Inga underarter finns listade i Catalogue of Life.